# Cnephora cocapata
Cnephora cocapata är en fjärilsart som beskrevs av Otto Staudinger 1894. Cnephora cocapata ingår i släktet Cnephora och familjen mätare. Inga underarter finns listade i Catalogue of Life.